# Avenged Sevenfold (álbum)
Avenged Sevenfold es el cuarto álbum de estudio de Avenged Sevenfold editado el 30 de octubre de 2007 en Warner Bros. En principio, el álbum estaba programado para ser editado el 16 de octubre, pero su fecha de publicación fue retrasada para completar el material extra del disco, incluyendo una versión animada de la canción «A Little Piece Of Heaven». Este álbum debutó en el número cuatro en Billboard 200, y el 23 de septiembre de 2008 fue considerado álbum de oro por la RIAA.
Avenged Sevenfold ganó el premio Kerrang! del Mejor Álbum en 2008. Además, fue incluido en "666 Álbumes que Debes Escuchar Antes de Morir" de Kerrang. Este es el último álbum de estudio grabado por el grupo junto con el baterista y fundador The Rev, quien murió el 28 de diciembre de 2009.

## Lista de canciones
Todos los créditos hacia Avenged Sevenfold. Los escritores respectivos están bajo la lista.

| N.º | Título                                  | Escritor(es)                        | Duración |  |
| 1.  | «Critical Acclaim»                      | M. Shadows                          | 5:15     |  |
| 2.  | «Almost Easy»                           | The Rev                             | 3:55     |  |
| 3.  | «Scream»                                | M. Shadows                          | 4:47     |  |
| 4.  | «Afterlife»                             | The Rev                             | 5:54     |  |
| 5.  | «Gunslinger»                            | Shadows/Synyster Gates/The Rev      | 4:11     |  |
| 6.  | «Unbound (The Wild Ride)»               | Shadows/Gates                       | 5:11     |  |
| 7.  | «Brompton Cocktail» (letra: M. Shadows) | The Rev                             | 4:13     |  |
| 8.  | «Lost»                                  | Gates/Douldin/Shadows/The Rev       | 5:02     |  |
| 9.  | «A Little Piece of Heaven»              | The Rev                             | 8:01     |  |
| 10. | «Dear God»                              | Gates/Johnny Christ/Douldin/Shadows | 6:33     |  |

| Bonus tracks |                                                                            |          |  |
| N.º          | Título                                                                     | Duración |  |
| 11.          | «Almost Easy» (Jam-Along version; iTunes bonus track)                      | 3:55     |  |
| 12.          | «Bat Country» (Live at Hammerstein Ballroom; iTunes pre-order bonus track) | 6:04     |  |
| 13.          | «Crossroads» (B-side; MVI exclusive)                                       | 4:30     |  |

| Japanese bonus track |                                            |          |  |
| N.º                  | Título                                     | Duración |  |
| 11.                  | «Almost Easy» (Live from Warped Tour 2007) | 3:52     |  |

## Créditos
Avenged Sevenfold
- M. Shadows - Voz
- Synyster Gates - Guitarra líder, coros en "Almost Easy"
- West Douldin - Voz, guitarra rítmica, coros en "Almost Easy", palabras dichas en "Dear God", guitarra acústica en "Gunslinger" y "Dear God", y dunn voces en "A Little Piece Of Heaven"
- Johnny Christ - Bajo, coros en "Almost Easy"
- The Rev - Batería, voces en Critical Acclaim, "Afterlife", "Scream", "Almost Easy" y "A Little Piece Of Heaven"

Músicos adicionales
- Marc Mann - Arreglos de instrumentos de cuerda en "Afterlife" y "Unbound (The Wild Ride)"
- Bruce Fowler - Arreglos de instrumentos de cuerda en "Brompton Cocktail"
- Steve Bartek - Instrumentos de cuerda, viento y arreglos de coro en "A Little Piece of Heaven"
- Jamie Muhoberac - Piano y órgano en "Critical Acclaim", "Unbound (The Wild Ride)", "Lost", y "A Little Piece of Heaven"
- Greg Kusten - Piano en "Almost Easy"
- Miles Mosley - Contrabajo en "Afterlife", "Brompton Cocktail" y "A Little Piece of Heaven"
- Cameron Stone - Violonchelo en "Afterlife", "Brompton Cocktail" y "A Little Piece of Heaven"
- Caroline Campbell y Neel Hammond - Violín en "Afterlife", "Brompton Cocktail" y "A Little Piece of Heaven"
- Andrew Duckles - Viola en "Afterlife", "Brompton Cocktail" y "A Little Piece of Heaven"
- Zander Ayeroff y Annmarie Rizzo en "Unbound (The Wild Ride)"
- Lenny Castro - Percusión en "Brompton Cocktail"
- Beth Andersen, Monique Donnelly, Rob Giles, Debbie Hall, Scottie Haskell, Luana Jackman, Bob Joyce, Rock Logan, Susie Stevens Logan, Arnold McCuller, Gabriel Mann y Ed Zajack - Coro en "Unbound (The Wild Ride)" y "A Little Piece of Heaven"
- Bill Liston y Brandon Fields - Saxofón alto en "A Little Piece Of Heaven"
- Bill Liston y Rusty Higgins - Clarinete en "A Little Piece of Heaven"
- Dave Boruff y Rusty Higgins - Saxofón tenor en "A Little Piece of Heaven"
- Joel Peskin - Saxofón barítono en "A Little Piece of Heaven"
- Wayne Bergeron y Dan Foreno - Trompeta en "A Little Piece of Heaven"
- Bruce Fowler y Alex Iles en "A Little Piece of Heaven"
- Juliette Commagere - Voz adicional en "A Little Piece of Heaven"
- Greg Leisz - Lap y pedal de acero y banjo en "Gunsliger" y "Dear God"
- Shana Crooks - Voz adicional en "Gunsliger" y "Dear God"

Producción
- Producido por Avenged Sevenfold
- Diseñado por Fred Archambault y Dave Schiffman
- Mezclado por Andy Wallace

Endorsement
- Ernie Ball
- Music Man
- Schecter Guitars
- DW Drums
- Evans
- Sabian
- Pro Mark
- Bogner
- Dunlop
- Mesa Boogie
- Roland
- Seymour Duncan
- Gallien-Kruger
- Hurley
- Vestal
- Mr. Zog's Sex Wax
- Famous Stars and Straps